# Wurmbea tenella
Wurmbea tenella är en tidlöseväxtart som först beskrevs av Stephan Ladislaus Endlicher, och fick sitt nu gällande namn av George Bentham. Wurmbea tenella ingår i släktet Wurmbea och familjen tidlöseväxter. Inga underarter finns listade i Catalogue of Life.